# Дравень
Дравень (пол. Drawień) — село в Польщі, у гміні Щецинек Щецинецького повіту Західнопоморського воєводства.
Населення — 111 осіб (2011).

## Демографія
Демографічна структура станом на 31 березня 2011 року:
|          | Загалом | Допрацездатний вік | Працездатний вік | Постпрацездатний вік |
| -------- | ------- | ------------------ | ---------------- | -------------------- |
| Чоловіки | 57      | 10                 | 43               | 4                    |
| Жінки    | 54      | 9                  | 30               | 15                   |
| Разом    | 111     | 19                 | 73               | 19                   |